# Vartius
Vartius ou Vartius–Lyttä est un poste-frontière situé à Kuhmo en Finlande,.

## Géographie
Vartius est un poste frontière entre la Finlande et la Russie à 140 km à l'est de Kajaani.
Du côté finlandais, le trafic passe à la fois sur la route principale 89 et sur la voie ferrée Kontiomäki–Vartius, le long de laquelle la gare de Vartius sert de gare de livraison et de réception pour le transport de marchandise ferroviaire.
Du côté russe, la route d'acces est l'autoroute A137
Depuis le 27.3.2016, le poste frontière est ouvert quotidiennement de 7:30 à 21:30.